# Oinville-sous-Auneau
Oinville-sous-Auneau är en kommun i departementet Eure-et-Loir i regionen Centre-Val de Loire strax norr om centrala Frankrike. Kommunen ligger i kantonen Auneau som tillhör arrondissementet Chartres. År 2022 hade Oinville-sous-Auneau 326 invånare.

## Befolkningsutveckling
Antalet invånare i kommunen Oinville-sous-Auneau
Referens:INSEE